# Tephrosia wynaadensis
Tephrosia wynaadensis är en ärtväxtart som beskrevs av James Ramsay Drummond. Tephrosia wynaadensis ingår i släktet Tephrosia och familjen ärtväxter. Inga underarter finns listade i Catalogue of Life.